# 厚生労働省職員国家公務員法違反事件
厚生労働省職員国家公務員法違反事件（こうせいろうどうしょうしょくいんこっかこうむいんほういはんじけん）は、2005年9月10日に厚生労働省職員（当時）が東京都世田谷区の警視庁の職員官舎において日本共産党機関紙「しんぶん赤旗」の号外を配布したとして、国家公務員法違反（政治的行為の制限）に問われた事件（被告側からの呼称は「世田谷国公法弾圧事件」）。
目黒社会保険事務所の係長が休暇中にポスティングを行なったとして同法違反で逮捕された「社会保険庁職員国家公務員法違反事件」（被告側からの呼称は「国公法弾圧堀越事件」）とは別の事件である（後述）。

## 概要
2005年の衆議院選挙（いわゆる「郵政選挙」）の投開票を翌日に控えた9月10日正午頃に東京都世田谷区の警視庁の職員官舎において、厚生労働省課長補佐の職員が共産党機関紙「しんぶん赤旗」の号外32枚を集合ポストに投函した。職員は住居侵入の現行犯で逮捕された。後日、国家公務員法違反（政治的行為の制限）で追送検された。住居侵入罪については不起訴処分。

## 裁判
被告側は「しんぶん赤旗」の配布の起訴事実に対しては争わず、警察の捜査手法の違法性や、国家公務員が政治活動を行う事を禁止している国家公務員法自体を憲法違反として、無罪を主張した。

### 第一審
2008年9月19日、東京地方裁判所（小池勝雅裁判長）は「公務員の中立性に抵触する行為で、強い違法性を有している」として被告人に対して検察の求刑通り罰金10万円の有罪判決を言い渡した。判決自体は2006年5月29日の「社会保険庁職員国家公務員法違反事件」の地裁判決と同様に、1974年の猿払事件の最高裁判決を踏襲したものである。被告人は不当判決として控訴。
自由法曹団によれば、この判決は国際人権規約やILO条約の趣旨に反し、国際的批判を免れないと指摘されている。

### 控訴審
2010年5月13日、東京高等裁判所（出田孝一裁判長）は、被告人を有罪とした一審の東京地裁判決を支持し、被告人の控訴を棄却した。判決では猿払事件の最高裁判例について「すべてについて見解を同じくする。社会情勢の変化を踏まえても、改めるべき点はない」とし踏襲した。被告人側は即日上告した。

### 上告審
2012年12月7日、最高裁判所第二小法廷（千葉勝美裁判長）は、被告人を有罪とした一審の東京地裁の原判決を支持し、被告人の上告を棄却した。判決では、公務員の職務の遂行の政治的中立性を損なう行為について、管理職的地位の有無、職務の権限における裁量の有無、勤務時間の内外、国ないし職場の施設の使用の有無などが考慮の対象と指摘。そういった中で、被告人が管理職的立場にあるとともに所属課の総合調整等を行う立場にも属しており、多数の職員の職務に影響を及ぼす地位にあり、そういった中での被告人の行為は、殊更に一定の政治傾向を顕著に示す行為に出たものであって、自らの職務権限の行使及び部下等の職務の遂行や組織の運営にその政治的傾向が影響を及ぼすおそれがあるとして、勤務外の行為であることなどの諸事情を考慮したとしても、公務員の職務遂行の政治的中立性を損なうおそれが実質的に認められると判断した。人事院規則14－7第6項7号の構成要件を満たし、被告人の行為に本件罰則規定を適用しても、憲法21条1項に反しないとした。その他、千葉勝美の補足意見では「罰則規定について、憲法の趣旨を踏まえ、行政の中立的運用を確保し、これに対する国民の信頼を維持するという規定の目的を考慮した上で慎重な解釈を行い、それが『公務員の職務遂行の中立性を損なうおそれが実質的に認められる行為』を政治的行為として禁止していると解釈したのは、このような考え方に基づくものであり、基本法についての司法判断の基本的な姿勢ともいえる」と述べている。また、須藤正彦裁判官の反対意見では「政治的傾向を有する行為ではあるが、国ないし職場の施設を利用せずかつ公務員の立場を利用したものでもなく、勤務外でもあることから、公務員の職務遂行の中立性を損なうおそれが実質的に認められる行為にはあたらない」とし、被告人を無罪とすべきと結論づけている。
また同日に、本件と類似の事件である「社会保険庁職員国家公務員法違反事件」の判決も行われ、こちらは被告人を無罪とした二審の東京高裁の原判決を支持し、検察の上告を棄却。両被告人の役職の違いなどから異なる結論が出されることとなり、政治活動で訴追された公務員の無罪が最高裁で確定した初めての例となった。